# ブラジュロンヌ子爵
『ブラジュロンヌ子爵』（仏: Le Vicomte de Bragelonne）は、アレクサンドル・デュマ・ペールによる長編小説。フランスの新聞紙、『シエークル』において1847年10月20日から1850年1月12日まで連載された。『ダルタニャン物語』三部作の最終作にあたる。1660年、チャールズ2世の王政復古からダルタニャンが戦死するまでを描く。第二部『二十年後』からさらに十年後の物語である事から、『十年後』の副題がついている。
内容的には、『三銃士』と『二十年後』を合わせたよりも『ブラジュロンヌ子爵』単体の方が分量が多い。タイトルのとおり、主人公はダルタニャンでなく、アトス（ラ・フェール伯爵）の息子・ブラジュロンヌ子爵ラウルという設定になっているが、実質的な主役は依然としてダルタニャンと三銃士達である。

## あらすじ
物語は『二十年後』より10年後の1660年から始まる
清教徒革命によりイギリスを追われ流浪していたチャールズ2世が、ブロワに滞在するルイ14世に王政復古のための軍資金救援を求めて訪ねてくる。しかし、ルイ14世はいまだ宰相ジュール・マザランに実権を握られており、チャールズ2世を支援する権限はなく、頼みを断る。それを見ていたダルタニャンはルイ14世に愛想を尽かし、50歳近くの高齢ながら一旗上げてやれとチャールズ2世の復位に尽力しようと退役し、イギリスへ渡る事を決心する。時を同じくして元三銃士のアトスも、チャールズ2世の訪問を受け、先王チャールズ1世との誓約を果たし王位を取り戻す時は来たと、イギリスへ旅立って行った。
イギリスは清教徒革命以来、権力闘争と戦乱に明け暮れていたが、イングランド共和政の指導者モンク将軍を味方につけたダルタニャンとアトスの活躍で、イギリスの王政復古は成功した。
翌年、宰相マザランが息を引き取り、いよいよルイ14世自身による親政が始まる。イギリス・フランスの友好のため、イギリスのアンリエット王女と、ルイ14世の弟オルレアン公フィリップの婚姻が結ばれ、美貌のアンリエットがフランスへ輿入れしてくる。その王弟妃の侍女としてラウルの恋人ルイズ・ド・ラ・ヴァリエールが、ブロワからパリの王宮にやってきた。
アトスは、息子ラウルからルイズへの結婚の意志を打ち明けられ、不承不承ルイ14世に結婚の許可を願い出る。しかしルイ14世はアトスが結婚に不本意だという本音を看破し、ラウルをイギリス宮廷へ大使として派遣し、フランスから遠ざける。
美貌で才気煥発な王弟妃アンリエットは宮廷中を虜にしていたが、あろうことかルイ14世がアンリエットと不倫関係になってしまう。醜聞が広がるのを恐れたルイ14世とアンリエットは、恋の隠れ蓑としてアンリエットの侍女ルイズ・ド・ラ・ヴァリエールをカムフラージュに使い、ルイ14世は侍女ルイズに求愛しているという噂を流す。華やかな宮廷生活の中で、夢見る純粋なルイズは、ルイ14世の神々しさに一目で魂を奪われ恋に落ちてしまう。またルイ14世も、けがれなきルイズに惹かれていく。純粋でひたむきなルイズと情熱的なルイ14世は、人目を忍び、激しく愛し合うようになる。宮廷ではルイズが国王の寵愛を受けているという噂が広まった。
ラウルは急ぎフランス宮廷へ戻るが、ルイズの部屋に入ったとたん、寵姫ルイズの部屋へ姿を現したルイ14世と、鉢合わせしてしまった。
同じ頃、元三銃士の一人、アラミスが仕える財務卿ニコラ・フーケは国王を凌ぐ財力を持っていたため国王の粛清の対象となっていた。ルイ14世の出生の秘密を知るアラミスは、フーケを救うため、そして何よりローマ法王になるという己の野望のために、王位簒奪の陰謀を企み、ポルトスを言葉巧みに仲間に引き入れ、逆転の一手に出る。
ルイ14世には出生の秘密があった。ルイは双子として産まれ、双子の弟フィリップは、王位継承争いを危惧したリシュリュー枢機卿の命令により、生まれるとすぐに存在を隠されて人里離れたノワジー・ル・セックの屋敷で傅育官と乳母に育てられた。アンヌ太后とシュヴルーズ夫人だけが定期的にフィリップの屋敷を訪れており、15年前アラミスはその供をしたことがあった。フィリップは、現在はバスチーユ牢獄に囚人として幽閉されていた。イエズス会管区長のアラミスは、イエズス会士のバスティーユ長官ベーズモーを意のままに動かすことが出来た。アラミスはフィリップをバスティーユ牢獄から脱出させ、フーケが国王を招待して催したヴォーの大園遊会に乗じて、ルイ14世とフィリップを入れ替える。しかし、フーケの正義感によって企みは失敗する。アラミスはポルトスを連れて脱出し、ベル・イル・アン・メール要塞へ立てこもった。だが、国王の艦隊がベル・イルを包囲し、王軍が島へ上陸する。激しい戦闘の末、ポルトスはロクマリアの洞窟でアラミスを海上へと逃し、崩落した岩に押しつぶされ、死亡する。アラミスはポルトスの死に一晩泣き明かし、スペインへと亡命した。
ダルタニャンは、絶対王政への道をひた走るルイ14世を時に厳しくいさめながらも、国王に仕える銃士隊長としての信念の道を突き進む。フーケを逮捕し、鉄仮面の囚人フィリップをサント・マルグリット島へ護送する任務を遂行した、
ブロワでは、すべての望みを失い失意の日々を送っていたラウルの元へ、ボーフォール公が訪れ、アフリカ遠征の副官にしたいと打診してきた。戦死して神に召されることを決意したラウルは、ボーフォール公のアフリカ遠征軍に加わる。アトスは断腸の思いで息子を旅立たせた。やがて、ラウル戦死の報がアトスの屋敷へもたらされ、アトスは後を追うように息を引き取る。
4年後、ルイ14世の愛は、モンテスパン夫人に移り、ルイズは泣き暮らしていた。ダルタニャンは、スペイン大使アラメダ公爵となってフランスを訪れたアラミスと友情の抱擁をかわす。
フランスとオランダが開戦した。ダルタニャンはオランダ遠征軍司令官に任じられ、破竹の勢いで12の都市を陥落させ、フランスを勝利に導いていた。戦場で指揮を取るダルタニャンの元へ、ルイ14世から元帥杖が送り届けられる。その元帥杖を手に取ったダルタニャンの胸をオランダ軍の銃弾が貫き、ダルタニャンは、倒れた。死にゆくダルタニャンは、オランダ軍の要塞の上に白旗が上がったのを見届けて、つぶやいた。「アトス、ポルトス、また会おうぜ。アラミス、永遠にさようなら」
第三部に入ってますます洗練された文体と共に、実在の人物や史実の逸話が非常に多く盛り込まれ、太陽王として絶対的王権を手にしたルイ14世の華やかな宮廷絵巻や、贅を尽くしたヴォー＝ル＝ヴィコントの庭園や宴の模様、才ある芸術家や寵姫や廷臣や官僚たちによる華麗なる群像劇と壮大な歴史ドラマが、膨大な紙面を割いて繰り広げられる。
舞台はフランス国内にとどまらず、ダルタニャン、アトス、アラミス、ポルトスの活躍も、スケールアップしている。
また本作は『ダルタニャン物語』の中でも最も「死」を描いている。いよいよ老齢に差し掛かった三銃士や、古参のキャラクター、また年若くして非業の死を遂げる若者…。そして、ダルタニャンの死をもって物語は完結する。

## 登場人物

### フランス
ラウル・ド・ブラジュロンヌ
本作の主人公で、アトスの実子。二十代半ばで武勇に秀で気高く純粋で、誰からも愛される騎士。本名ラウル・オーギュスト・ジュール・ド・ブラジュロンヌ。タイトルの『ブラジュロンヌ子爵』は彼の名前に由来。父アトスを地上の神と崇拝しダルタニャンを武人の鏡として敬愛している。幼馴染ルイズ・ド・ラ・ヴァリエールとの恋に苦悩し、ルイ14世とははからずも恋敵の関係になる。
『ダルタニャン物語』第三部の主人公であるが、依然としてダルタニャンと三銃士が主役格である。
ダルタニャン
第一部『三銃士』、第二部『二十年後』の主人公で、本作でも実質的な主人公。50歳近くなりながらも元気溌剌。物語の序盤でイギリスに渡り莫大な財産を作り、長年の貧困生活に終止符を打った。その後、親政を決意し腹心となるべき人物を必要としたルイ14世に半ば強引に呼び戻され、銃士隊長に就任。ついにはフランス元帥の位まで上り詰めた。
アトス（ラ・フェール伯爵）
かつての三銃士のリーダー的な存在。60歳近く、物語の開始時点ではブロワの領地で暮らし、一人息子ラウルへの愛をそそぐ。気高い精神を持つ貴族の鏡。チャールズ2世のイギリス王政復古に多大な活躍をし、イギリス王宮で絶大な信頼を得て、王弟オルレアン大公とアンリエット王女の英仏婚姻の大使を務める。ラウルとルイズの結婚に反対の立場を取り続けた事に端を発して、ルイ14世がラウルをフランスからイギリスへ遠ざけるが、それが悲劇を生む。
ポルトス
かつての三銃士で、随一の剛の者。すでに老齢に達しているが、自慢の膂力は衰える事を知らず、獅子奮迅の活躍を繰り広げる心優しき巨人。生来の純粋さから、深い意図もなくアラミスの味方をしている。陽気な性格は変わらず、三銃士のムードメーカー的な存在でもある。裏切りや陰謀などと言った暗いテーマを含む作品を明るくしている。
アラミス（デルブレー司教）
かつての三銃士。今はヴァンヌの司教でイエズス会の新管区長でもある。本名デルブレーを名乗っている。若い頃は二枚目で剣術の達人で華やかな恋をし、老齢になった今はヴァンヌの民衆から崇められる聖職者で、権謀術数に長ける。痛風で結石。財務大臣フーケの絶大な信頼を受け、フーケの所領ベル・イル・アン・メールを要塞化。フーケが国王の不興を買っているため銃士隊長ダルタニャンとは対立する立場にある。ルイ14世の出生の秘密を知っていた事から、ローマ法王になるべく壮大な野心を抱き、策謀をめぐらす。
ルイ14世
ブルボン朝の全盛期を統治したフランス王。第2部『二十年後』では幼く、母アンヌと宰相マザランの傀儡だったが、マザランの死と共に徐々に権力を掌握し、作中では太陽が昇るごとく絶頂を迎える。
ニコラ・フーケ
フランスの財務卿。マザラン亡き後、国王に匹敵する財力を持つ。そのため、ルイ14世からは警戒されており、粛清の対象となってしまう。 才能に恵まれた風流人で魅力があり、芸術家や貴婦人や廷臣の敬愛の的。作中でフーケの洗練されたもてなしや豪奢な暮らしぶりに関する記述は多い。料理人ヴァテルを雇っている。
コルベール
財務監督官。元はマザランの秘書。マザラン亡き後にその推薦で、親政を行なうルイ14世の側近として活躍する。武人気質のダルタニャンとは馬が合わず不和であったが、後に和解。戦費とマザランの横領により破綻したフランスの財政を立て直そうと無私無欲でフランス国家に尽くし、フーケ失脚後は財務卿となる。ダルタニャンがフランス元帥の地位に登るのに際し、人事に関して働きかけた。
フィリップ
バスティーユ牢獄の独房にマルキアリの名で収監されている囚人。ルイ14世とは瓜二つ。実はルイ14世の双子の弟で王位継承争いを回避するためにリシュリューによって赤ん坊の時より存在を隠されている。ノワジー・ル・セックの屋敷で傅育官と乳母に育てられ、1カ月に一度だけ母アンヌ王太后かシュヴルーズ公爵夫人が訪ねて来ていた。自分の出自に関する手紙を読んだ事から傅育官と乳母は毒殺され、バスティーユに幽閉されている。アラミスにバスティーユ牢獄より救出され、兄ルイ14世と入れ替わって王になるという計画に加担するが、計画は失敗。サント・マルグリット島に流刑になり、鉄の仮面を一生被って生きることになる。
ベーズモー
バスティーユ長官ベーズモー・ド・モンルザン。元はマザラン枢機卿の親衛隊長。親衛隊を辞職しバスティーユ長官の職を欲しがっていた時に、アラミスが資金援助して、バスティーユ長官職を買い取りベーズモーを長官にした。アラミスに多大な恩があり、またイエズス会士のため、イエズス会管区長であるアラミスに逆らうことが出来ない。
ギーシュ伯爵
王弟フィリップの寵臣で、ラウルの親友。イギリスから輿入れしたアンリエットに惚れこんでおり、道ならぬ恋に苦しむ。ワルド伯爵との決闘で重傷を負う。
ワルド伯爵
第一部で登場したワルド伯爵の息子。父の恨みでダルタニャンとラウルを執拗に憎む。親の因果で、バッキンガム公爵と決闘し瀕死の重傷を負うが生還。その後、毒舌が災いしギーシュ伯爵と決闘してギーシュに重傷を負わせ、ルイ14世とアンリエット王弟妃の怒りを買う。
ルイズ・ド・ラ・ヴァリエール
王弟妃アンリエットの侍女。ラウルの幼馴染で恋人。ラウルの隣の領地のヴァリエール侯爵の令嬢だが、父侯爵を早くに亡くし母親がオルレアン公の司厨長サン・レミと再婚した事から宮廷での身分は低い。夢見るような汚れなき可憐さはあるが華やかな美人ではなく、幼い頃の負傷が原因で足を引きずっている。ルイ14世とアンリエットの不倫の隠れ蓑に利用され、国王のお気に入りの侍女だという噂を流される。ところが、ルイ14世が本気で純情なルイズに惚れ込んでしまい、ルイズも国王に純真な愛を捧げたことから、ラウルとの関係に悲劇が訪れる。
王弟オルレアン大公
ルイ14世の弟フィリップ・ド・オルレアン。チャールズ2世の妹アンリエットと結婚する。妃を蔑ろにしている。
シュヴルーズ公爵夫人
フランスから追放され破産しているが知略謀略は衰えず。フーケ公金横領の証拠や、ルイ14世の出生の秘密など様々な機密を握っている。若い頃は非常な美人で、宮廷の陰謀やフロンドの乱に関わった。銃士時代のアラミスの恋人。旅先の一夜でアトスと関係し、ラウルを生んだ。かつてアラミスを伴ってノワジー・ル・セックに隠れ住むフィリップ(ルイ14世の双子の弟)の屋敷を訪ねていた事から、アラミスがルイ14世の出生の秘密を知る事になった。
プランシェ
かつてのダルタニャンの従者。いまはロンバール街の食料品店「金の杵亭」が大成功。
ムークストン
ポルトスの従者。いまはデュヴァロンの屋敷の執事。ポルトスの死後、主人の衣服の山の中で主人の跡を追うように息絶える。
グリモー
アトスの糟糠の従者。老骨に鞭打ち主人アトスに付いて渡英し主従でイギリス軍の銃撃をあびて立てこもり、アトスの護送馬車をラウルと襲撃し、ラウルに付き従って灼熱のアフリカへ従軍し、ラウルの遺体をブロワまで持ち帰った。アトスいわく、一言も不平をこぼさず死ぬほどの献身を捧げる従僕。

### イギリス
チャールズ2世
イギリス国王。血縁的にはルイ14世の父方の従兄弟にあたる。初登場時は流浪の生活を送っていたが、アトス、ダルタニャンの活躍によって王政復古に成功。そのため、アトスには非常に感謝している。
パリー
チャールズ1世の頃から仕えるスチュアート王家の忠臣。二十年後の段階でアトスと親交を得る。彼がアトスの屋敷を訪れた事で、スチュアート朝の王政復古につながった。
アンリエット
チャールズ2世の妹。チャールス2世の復位の後、ルイ14世の弟、オルレアン公フィリップと結婚する。たいそうな美女であり、彼女をめぐってギーシュ伯爵、ルイ14世、バッキンガム公爵が恋の鞘当てを繰り広げる。
バッキンガム公爵
三銃士に登場した初代バッキンガム公爵（ジョージ･ド･ヴィリエ）の息子。アンリエットに恋焦がれており、それがきっかけで相当の無茶を行う。
モンク将軍
クロムウェル亡き後、共和政イギリスの指導者。アトスの真摯な説得により、チャールズ2世の支持に転向した。が、直後に何も知らないダルタニャンによって誘拐され、樽に詰めたままオランダへ護送される目に遭ってしまう。イギリス王政復古ののちは、アルベマール公爵となる。
メアリー・グラフトン嬢
グラフトン公爵令嬢。気高く賢く心優しい。イギリス宮廷へ派遣されたラウルに恋心を抱く。チャールズ2世も、過去にチャールズが求愛したほど魅力的なメアリーと恩人の息子ラウルとの結婚を密かに応援する。フーケの最愛の女性ベリエール侯爵夫人の妹。

## 日本語訳
全訳は鈴木力衛訳（全11巻、講談社文庫）で現在は絶版。現行は復刊ドットコム（新版2011年）である。
- 『ダルタニャン物語』　講談社のち講談社文庫、※初版は箱入単行版で1968－69年に刊行。
- 『ダルタニャン物語』　復刊ドットコム・ブッキング、※講談社文庫を一部表現を修正した選書版。

- ※『ダルタニャン物語』の、第三部『ブラジュロンヌ子爵』は、以下の六部構成
  - 第6巻『将軍と二つの影』、第7巻『ノートル・ダムの居酒屋』、第8巻『華麗なる饗宴』
  - 第9巻『三つの恋の物語』、第10巻『鉄仮面』、第11巻『剣よ、さらば』

また1998年に映画『仮面の男』公開に併せ、『鉄仮面』に関わるエピソードを抜粋・編集を加え角川文庫（石川登志夫訳）で新版刊行された。

## 映像化作品
- 『仮面の男』 - 『鉄仮面』部分にかかわるエピソードのみの映像化。1998年アメリカ。主演はレオナルド・ディカプリオ。
- 『鉄仮面』- 1977年アメリカ。監督：マイク・ニューハウエル/ 出演：リチャード・チェンバレン。
- 『仮面の男』 - 1998年アメリカ。製作総指揮： ジェリー・シェルツァー／マーク・テリー。出演：エドワード・アルバート。[4]

## 関連項目

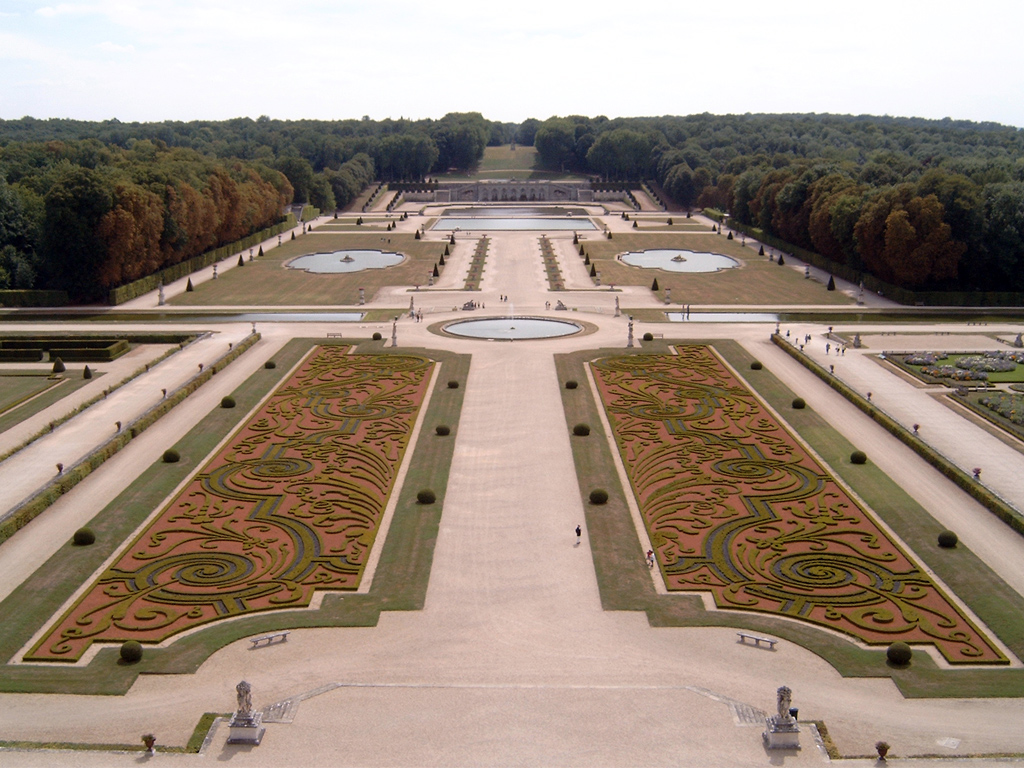
ヴォー＝ル＝ヴィコント城の庭園